# 中华人民共和国国家赔偿法
《中华人民共和国国家赔偿法》（简称为《国家赔偿法》），是为规范中华人民共和国境内的国家赔偿制度而设立的专门法律。

## 实施情况

### 赔偿标准
《国家赔偿法》并未对国家赔偿的具体金额做出直接规定，现行赔偿标准由最高人民法院于2019年5月15日下发通知公布，规定了：国家赔偿决定涉及侵犯公民人身自由权的赔偿金标准为每日315.94元。同日，最高人民检察院第十检察厅下发通知，要求各级人民检察院办理自身作为赔偿义务机关的国家赔偿案件时，执行新的日赔偿标准315.94元。
《国家赔偿法》规定：“侵犯公民人身自由的，每日赔偿金按照国家上年度职工日平均工资计算。”按照中华人民共和国国家统计局于2019年5月14日公布的数据，2018年全国城镇非私营单位就业人员年平均工资为82461元为准进行计算，则每日赔偿金额应为 82461 ÷ 365 ≈ 225（元）。
根据《最高人民法院、最高人民检察院关于办理刑事赔偿案件适用法律若干问题的解释》第二十一条第二款的规定，各级人民法院自2019年5月15日起审理国家赔偿案件时按照上述标准执行；各级人民检察院于同日起执行该日赔偿标准。